# Kefar Kedem
Kefar Kedem (hebr. כפר קדם; ang. Kfar Kedem) – ośrodek turystyczny położony we wsi Hosza’aja w Dolnej Galilei, na północy Izraela. W ośrodku zostało zrekonstruowane życie codzienne mieszkańców Galilei z czasów biblijnych.

## Historia
W 1983 roku została założona wieś komunalna Hosza’aja. Jest ona zamieszkana przez religijne osoby, często związane z ruchem Bene Akiwa. W 1992 roku z inicjatywy Menachema Goldberga założono tutaj ośrodek turystyczny Kefar Kedem, którego celem było zrekonstruowanie życia codziennego mieszkańców Galilei z czasów biblijnych. Ośrodek odtwarza życie Żydów z około I wieku n.e. W pobliżu znajdowało się wówczas starożytne miasto Seforis, w którym po upadku Jerozolimy (70 rok n.e.) schroniło się wielu rabinów i żydowskich uczonych. Miasto przekształciło się wtedy w centrum żydowskiego życia religijnego i duchowego. Rabin Juda ha-Nasi przeniósł się tutaj wraz z Sanhedrynem. Istniały tutaj liczne synagogi, akademie żydowskie i jesziwy, a miasto rozwijało się jako silny ośrodek nauczania judaizmu. Talmud wspomina, że miasto „wznosi się na szczycie góry, jak ptak”.

## Opis ośrodka
Ośrodek zajmuje powierzchnię około 4 hektarów, na których zasadzono charakterystyczną roślinność starożytnej Ziemi Izraela. Utworzono tutaj kilka specjalistycznych miejsc tematycznych:
- „Sianie Ziarna” - zwiedzający mają możliwość zapoznania się z dawnymi metodami orki, zasiewu, zbiorów, młócenia, mielenia ziarna przy pomocy kamienia młyńskiego oraz wypieku chleba.
- „Prasa Oliwna” - umożliwia zapoznanie się z hodowlą oliwek, przebiegiem zbiorów i procesem produkcji oleju oliwkowego.
- „Zielone Pastwiska” - turyści poznają dawne metody hodowli owiec, strzyżenia i produkcji wełny, oraz dojenia kóz i produkcji serów.
- „Nomad w Namiocie” - zwiedzający mają możliwość poznania życia nomadów w różnych okresach, poznać ich gościnność i skosztować ziołowych herbat lub kawy.
- „Prasa Winna” - działa sezonowo, umożliwiając zwiedzającym zapoznanie się z metodami prowadzenia winnicy, hodowlą winorośli, zbiorami i wyciskaniem soku z winogron, oraz z produkcją win.
- „Ścieżka Osiołków” - wycieczka na osłach do pobliskiego lasu lub po terenie wioski.
- „Gołębie Domowe” - pod koniec zwiedzania istnieje możliwość napisania listu i wysłania go przy pomocy gołębia pocztowego[5].